# Nada Plejić
Nada Plejić ( Paloč, 18. siječnja 1957. ) je hrvatska bosanskohercegovačka pjesnikinja. 
Osnovnu školu završila je u Uskoplju, a srednju u Bugojnu. Diplomu je stekla na Filozofskom fakultetu u Sarajevu. Živi i radi na Paloču.

## Djela
- Prosinac pozdravlja Uskoplje - pjesme, s N. Budimir i J. Kolakom, (1996.)
- Pjesme u panorami Petnaestorica (2000.)